# Zadra (film)
Zadra – polski film muzyczny z 2022 roku w reżyserii Grzegorza Mołdy. W głównej roli wystąpiła Magdalena Wieczorek. Film miał premierę 13 września 2022 roku na 47. FPFF w Gdyni.

## Fabuła
„Zadra” to utalentowana dziewczyna z blokowiska, która walczy o uznanie na rapowej scenie. Choć wydaje się być zwykłą nastolatką, przed mikrofonem zyskuje niesamowitą energię i charyzmę, dzięki którym może porwać tłumy. Jednak w środowisku pełnym testosteronu ciężko o miejsce dla takich, jak ona. Zadra walczy o marzenia, ale przede wszystkim o lepsze jutro dla swojej rodziny. Mimo to, muzyka nie jest wszystkim, bo na życie głównej bohaterki kluczowy wpływ będzie miała miłość.

## Obsada
- Magdalena Wieczorek jako Zadra
- Jakub Gierszał jako Motyl
- Magdalena Różczka jako matka Zadry
- Margaret jako Justi
- Ignacy Liss jako Bartek Bystroń
- Oskar Grzegorzewski jako Witek[1]

## Produkcja
Zdjęcia do filmu kręcono w Warszawie, między innymi na terenie Pragi Południe, Plaży Poniatowskiej, Żoliborza i w okolicy Muzeum Powstania Warszawskiego.

## Nagrody i nominacje
| Nagroda                              | Kategoria                                                         | Wynik     |
| ------------------------------------ | ----------------------------------------------------------------- | --------- |
| Festiwal Polskich Filmów Fabularnych | Złote Lwy – Udział w konkursie głównym (Grzegorz Mołda)           | nominacja |
| Tofifest                             | FROM POLAND. Konkurs Polski – Udział w konkursie (Grzegorz Mołda) | nominacja |